# Achondrostoma occidentale
El ruivaco del oeste (Achondrostoma occidentale) es una especie de pez la familia Cyprinidae. Es un endemismo portugués descrito en 2005. Los machos pueden llegar a alcanzar los 9,5 cm de longitud total. Es un pez de agua dulce cuya distribución natural se limita a algunos ríos costeros y cuencas del centro occidental de la península ibérica.